# Egide Walschaerts
Egide Walschaerts (Mechelen, 21 de janeiro de 1820 — 18 de fevereiro de 1901) foi um engenheiro mecânico belga.
É conhecido como inventor do mecanismo de comando de válvula Walschaerts para locomotivas a vapor. Em 1838 foi reconhecido como um excelente modelista, apresentando seu trabalho em uma exibição local em Mechelen. O ministro Rogier, que abriu a exposição, ficou tão impressionado que conseguiu uma vaga para Walschaerts estudar na Universidade de Liège.

## Carreira
Em 1842 começou a trabalhar na Ferrovia Estatal da Bélgica como gerente de obras, posição que manteve o resto de sua vida, inicialmente em Mechelen e depois na Estação de Bruxelas Sul.

### Engrenagem válvula de Walschaerts
Enquanto em Mechelen, em 1844 desenvolveu um novo tipo de mecanismo de comando de válvula (um mecanismo que permite o ajuste do curso das válvulas que distribuem o vapor para os cilindros e permite uma locomotiva a vapor variar o grau de admissão nos cilindros (para economizar vapor) bem como a sua reversão. Uma locomotiva construída nas oficinas Tubize equipadas com a engrenagem válvula Walschaerts foi premiada com uma medalha de ouro na Exposição Universal de 1873 em Viena. Esta engrenagem válvula chegou a ser usada na maioria das locomotivas a vapor, e tornou-se quase universal ao longo do século XX.

### Outras inovações
De acordo com Payen, em 1874 Walschaerts desenvolveu uma versão particularmente bem sucedida da máquina a vapor estacionária Corliss, que ganhou uma medalha de ouro na Exposição Universal de 1878 em Paris.